# Петреску-Комнен, Николае
Николае Петреску-Комнен (рум. Nicolae Petrescu-Comnen; 24 августа 1881, Бухарест, Королевство Румыния — 8 декабря 1958, Флоренция, Италия) — румынский политический и государственный деятель, министр иностранных дел Королевства Румыния (1938—1939), юрист, дипломат, журналист, публицист, педагог, доктора права и политологии, профессор Бухарестского университета. Почётный гражданин Флоренции.

## Биография
Сын судьи и учителя. Изучал право университетах Бухареста и Парижа. В Сорбонне в 1905 году получил степень доктора права и политологии. В 1903 году по политическим мотивам добавил к фамилии имя византийского аристократического рода и императорской династии Комнинов, от которой, как он утверждал, произошёл.
Начал свою карьеру в качестве адвоката. Вступил в Национальную либеральную партию Румынии.
С 1914 года работал государственным прокурором. Был профессором экономики и промышленного права на юридическом факультете в университете Бухареста.
В ноябре 1919—1923 годах — депутат первого парламента Румынии.
С начала 1920-х годов — на дипломатической работе. Представлял Румынию на Парижской мирной конференции. В качестве чрезвычайного и полномочного министра Румынии был направлен в Швейцарию (1923—1928), где представлял Румынию на конференциях Лиги Наций в Женеве, позже — посол в Германии (1928—1930 и 1932—1938), посол в Ватикане (1930—1932).
В 1938—1939 годах был министром иностранных дел Королевства Румыния. Сторонник политики Николае Титулеску, Н. Петреску-Комнен выступал за нормализацию отношений между СССР и Румынией, пытался решить вопрос о Бессарабии.
Подвергался давлению со стороны Германии по переориентации внешней политики своей страны в сторону Тройственного пакта. Альфред Розенберг призывал Н. Петреску-Комнена отказаться Балканского пакта.
После замены на посту министра на Григоре Гафенку, вернулся послом Румынии в Ватикане и работал на этой должности после начала Второй мировой войны, был отозван при Легионерском правительстве.
Решив остаться в Италии, руководил во Флоренции Комитетом Румынского Красного Креста в изгнании. В 1943 году, после вторжения союзных войск в Италию, выступал посредником между воюющими сторонами для сохранения во Флоренции памятников искусства и архитектуры от разрушения, за что позже ему было присвоено звание почётного гражданина Флоренции.
Автор ряда публицистических работ.

## Избранные публикации
- Etudes sur les origines de la Magistrature Roumaine (1902)
- La revendication de la nationalé roumaine (1918)
- The Roumanian Question in Transylvania and Hungary (1920)
- Anarchie, dictature ou organisation internationale (1946)
- Preludi del grande dramma (1947)
- I Responsabili (1949)
- Campania românească din 1919 din Ungaria. Amintiri și documente inedite